# Francesco Maria del Monte
Francesco Maria del Monte (Venècia, 5 de juliol de 1549 - Roma, 27 d'agost de 1627) fou un diplomàtic i cardenal italià. És conegut per haver estat mecenes del pintor barroc italià, Caravaggio, i, ocasionalment, del científic Galileo Galilei. Va obtenir un doctorat en lleis, i va ser nomenat cardenal per Sixt V, el 14 de desembre de 1588. Va morir el 1627 a l'edat de 78 anys.